# Basol
Basol est une base de données française qui, sous l’égide du ministère de l'Écologie, récolte et conserve la mémoire de plusieurs milliers de « sites et sols pollués (SSP) ou potentiellement pollués appelant une action des pouvoirs publics, à titre préventif ou curatif ». En juillet 2018, 6 838 sites sont recensés dans cette base de données.

## Objectif
Avec son passé industriel, la France, comme d'autres pays européens, recense de nombreux sites et sols pollués. La pollution locale des sols et des eaux est susceptible de provoquer une nuisance ou un risque pérenne pour les personnes ou l’environnement sur ces sites. C’est pourquoi le ministère de l'Écologie inventorie les sites et sols pollués, ou potentiellement pollués, appelant une action des pouvoirs publics, à titre préventif ou curatif, depuis le début des années 1990.
Cette base de données constitue ainsi un porter à connaissance des collectivités et individus, qui aide notamment l’État à répondre aux engagements de la convention d'Aarhus. 
La loi Grenelle IImodifie le code de l'environnement en y ajoutant 2 articles (L. 125-6 et L. 125-7) dont le premier précise :« L'État rend publiques les informations dont il dispose sur les risques de pollution des sols. Ces informations sont prises en compte dans les documents d’urbanisme lors de leur élaboration et de leur révision. ».
Elle permet de croiser les données issues de Basol avec d'autres données, par exemple des données concernant l'eau et la vulnérabilité des nappes .

## Description
La base est accessible au public, par internet ou en préfecture ou au service régional du BRGM (pour « la totalité de la fiche relative à l'un quelconque des sites concernés »). C'est un des deux grands outils français de porter à connaissance des séquelles environnementales concernant les sites et sols utilisés ou autrefois utilisés par l'industrie ou d'autres acteurs et connus de l'administration comme pollués ou potentiellement pollués par des produits chimiques ou radioactifs. Basol doit notamment répondre aux questions posées par la réutilisation de ces sites. 
C'est aussi un outil de sensibilisation du public et des aménageurs, afin qu'ils appliquent mieux et plus souvent les méthodologies et les techniques d'évaluation et de réhabilitation des sols.
Quand un site a été traité, dépollué et qu'il ne pose plus de problème au regard de la réglementation, il disparaît de cette base et est transféré vers Basias. Une liste des sites transférés est disponible.

## État des sites recensés dans Basol
Les sites sont classés selon des codes couleurs qui correspondent à leur état :

### Blanc
Ce sont les sites dont la pollution n'est pas avérée mais pour lesquels diverses raisons (nature de l'activité, accidents survenus dans le passé, etc.) laissent penser qu'ils pourraient être pollués.
En juillet 2018, 584 sites (8,5 %) sont classifiés sous ce code couleur.

### Vert
Ce sont les sites qui ont fait l'objet d'évaluations ou de travaux qui ont permis de démontrer que leur niveau de pollution est tel qu'il n'est pas nécessaire d'exercer de travaux ou une surveillance de ces sites. Il est toutefois nécessaire de garder la mémoire de ces sites.
En juillet 2018, 885 sites (12,9 %) sont classifiés sous ce code couleur.

### Bleu
Ce sont les sites qui sont sous surveillance après évaluations ou travaux ou qui font l'objet de restrictions d'usage ou de servitudes d'utilité publiques du fait de pollutions encore présentes.
En juillet 2018, 3 232 sites (47,3 %) sont classifiés sous ce code couleur.

### Orange
Ce sont les sites où les travaux de dépollution et de remise en état sont en cours de réalisation. Une surveillance de l'impact de cette pollution peut aussi être nécessaire.
En juillet 2018, 942 sites (13,8 %) sont classifiés sous ce code couleur.

### Rouge
Ce sont les sites où une pollution est avérée et nécessite la réalisation d'évaluations afin de préciser les travaux de dépollution et de remise en état qui devront être réalisés.
En juillet 2018, 1 149 sites (17,4 %) sont classifiés sous ce code couleur.

## Le polluant comme critère de recherche
Certains polluants constituent des critères de recherche dans la base : 
- Arsenic (As)
- Baryum (Ba)
- Cadmium (Cd)
- Cobalt (Co)
- Chrome (Cr)
- Cuivre (Cu)
- Mercure (Hg)
- Molybdène (Mo)
- Nickel (Ni)
- Plomb (Pb)
- Sélénium (Se)
- Zinc (Zn)
- Hydrocarbures, dont HAP.
- Cyanures
- PCB-PCT
- Solvants halogénés
- Solvants non halogénés
- Pesticides
- Autre

Basol est complémentaire d'une autre base de données (Basias), plus large, maintenue par le BRGM, qui recense des « anciens sites industriels et de service » (sites abandonnés ou non), susceptibles d'avoir laissé des installations ou des sols pollués qui recensait près de 400.000 sites potentiellement pollués par l'industrie ou des activités de service ; alors que - à titre de comparaison -  les Pays-Bas en dénombraient 700 000, pour un pays bien plus petit et bien moins peuplé (16,4 millions d’habitants).
Par ailleurs, un portail national dit « Sites-Pollués » est consacré à l’information sur les sites et sols (potentiellement) pollués par des contaminations chimiques ou radioactives, animé avec le BRGM, l’INERIS, l’ADEME, l’IRSN et l’institut français des formateurs « Risques Majeurs et protection de l'Environnement » (ancien RME, créé en 1989, transformé en Institut de formateurs en 1997, en lien avec la Direction de la Sécurité Civile et agrément du Ministère de l'Éducation nationale).

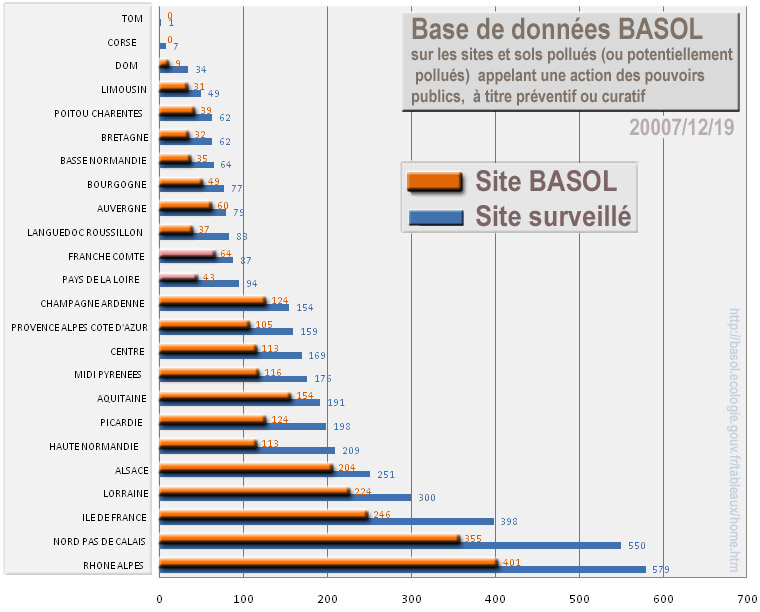
Basias bénéficie aussi d'une partie des données de Basol, consacrée aux sites industriels et sols sols référencés comme pollués ou potentiellement pollués (ici en France pour la base de données Basol, telle que mise à jour en décembre 2007). Les pollutions issues des guerres, agricoles ou cynégétiques (plomb) ne sont pas encore prises en compte dans ce type d'inventaire

.

## Avantages
- relative facilité et rapidité d'accès ;
- information synthétique, facilement mise à jour ;
- moindre perte de la mémoire de l'utilisation industrielle des sols : il est fréquent que tout ou partie des archives d'usines ou d'ateliers devenus des friches industrielles aient été détruites ou perdues.
- Aide à la connaissance d'éventuelles superpositions de séquelles environnementales sur certaines zones géographiques ; et par suite à une éventuelle mutualisation des efforts  de réhabilitation et renaturation.

## Limites
Certains sites pollués ne sont pas recensés dans Basol : par exemple les décharges brutes d'ordures ménagères et les sites pollués par des déchets radioactifs, qui font l'objet de recensements spécifiques.
Une fiche sur Basol ne contient que l'information qui était à disposition des rédacteurs au moment où la fiche a été rédigée.
Elle ne traite pas des sources non industrielles, mais qui se sont ajoutées à d'éventuelles pollutions industrielles. Par exemple, sur le littoral et dans la moitié nord de la France, les anciens sites industriels ou de services (gares, ports, lieux de stockage ou vente..) ont souvent antérieurement été pris pour cibles lors de guerre. Il faut alors ajouter d'éventuels problèmes de séquelles de guerre.[réf. nécessaire]
Les données ne sont pas disponibles en format shapefile.

## Typologie
On manque encore de méthodologie, normes et seuils standardisés internationaux pour la mesure du risque ou du degré de pollution de ce type de sites. Les sites les plus fréquemment cités sont notamment les dépôts de liquides inflammables, dépôts de déchets, les industries chimiques et pétrochimiques, les fonderies et usines de traitement des métaux, etc.
On distingue généralement :
- les friches issues de l'industrie lourde, en particulier d'activité métallurgique, énergétique, production d'engrais ou liée à la chimie fine ou d'activités militaires peuvent poser des problèmes particuliers de risques, dangers et pollution, dont la gestion est souvent rendue difficile par les difficultés d'accès aux archives.
- les friches faisant suite à la cessation d'activité d'ensembliers, ou d'activité agroalimentaire (risque sanitaire possible)
- Quand le propriétaire est mort ou inconnu, on parle de site orphelin.

## Source des informations
Les données proviennent essentiellement des dossiers établis, au moment de l'activité de l'établissement concerné, au titre de la règlementation sur les établissements classés au regard de l'environnement, dangereux, insalubres ou incommodes.

## Autres sources de documentation
D'autres sources existent, éventuellement complémentaires, telles que les archives départementales et les archives du monde du travail ou les archives des entreprises quand celles-ci sont bien conservées par l'entreprise encore en activité.
- Le ministère chargé de ces questions a également (mais plus tardivement) créé un portail « Sites pollués » [13]
- Une circulaire de 2007[14] sur la « Prévention de la pollution des sols - Gestion des sols pollués » a prévu un groupe de travail relatif aux sites et aux sols pollués. Il dépend du Conseil Supérieur des Installations Classées (GT CSIC SSP) et travaille aussi à diffuser les retours d'expérience concernant la gestion de sols pollués notamment vers les bureaux d'étude.